# کری ناهاپتیان
کری ناهاپتیان ( انگلیسی: Carrie Nahabedian؛ زادهٔ ۲۲ ژوئیهٔ ۱۹۵۸) سرآشپز ارمنی‌تبار اهل ایالات متحده آمریکا است.

## زندگی‌نامه
وی در ۲۲ ژوئیه ۱۹۵۸ در شیکاگو به دنیا آمد . وی همچنین برنده جوایزی همچون جایزه بنیاد جیمز بیرد شد.